# Steve Stone
Steven Brian Stone (* 20. August 1971 in Gateshead, England) ist ein ehemaliger englischer Fußballspieler.

## Nottingham Forest
Steve Stone startete seine Fußballerkarriere bei Nottingham Forest. Forest spielte zu dieser Zeit in der First Division und erreichte in der Saison 1988/89 das Halbfinale des FA Cups gegen den FC Liverpool. Dabei ereignete sich die Hillsborough-Katastrophe, die eine der größten Unglücksfälle des internationalen Fußball darstellt. Stone startete jedoch erst in der darauffolgenden Saison seine Profikarriere. 1991 erreichte er mit seiner Mannschaft das Finale des FA Cups. Vor 80.000 Zuschauern im Wembley-Stadion verlor Nottingham jedoch mit 1:2 gegen Tottenham Hotspur um Paul Gascoigne und Gary Lineker. Mitspieler von ihm waren in dieser Zeit u. a. Roy Keane, Des Walker, Teddy Sheringham und Stuart Pearce. 1992/93 erlebte er mit seinem Team in der ersten Saison nach Einführung der Premier League ein rabenschwarzes Spieljahr und stieg als Tabellenletzter ab.
Nach dem direkten Wiederaufstieg erreichte Forest in der Premier League 1994/95 einen dritten Tabellenplatz und qualifizierte sich damit für den UEFA-Pokal 1995/96. Im UEFA-Cup scheiterte die Mannschaft nach Siegen über Malmö FF, AJ Auxerre und Olympique Lyon erst im Viertelfinale am FC Bayern München. Den Höhepunkt seiner Karriere erlebte Steve Stone nach der Saison, indem er in den Kader der englischen Nationalmannschaft für die Fußball-Europameisterschaft 1996 in England berufen wurde. In der Saison 1996/97 stieg Forest erneut in die zweite Liga ab. Nach einem abermaligen direkten Wiederaufstieg, folgte 1998/99 der erste direkte Wiederabstieg. Steve Stone entschied sich daraufhin zu einem Vereinswechsel und unterschrieb einen Vertrag bei Aston Villa.

## Aston Villa
Gleich in seiner ersten Saison 1999/2000 erreichte er mit seinem neuen Verein das Finale des FA Cups. Stone, der erst in der 79. Minute eingewechselt wurde, musste jedoch seine zweite Finalniederlage nach 1991 hinnehmen. Das entscheidende Tor bei der 0:1-Niederlage gegen den FC Chelsea erzielte Roberto Di Matteo. Mannschaftskameraden von Stone waren u. a. Gareth Southgate und Gareth Barry. Zur Saison 2002/03 wechselte er nach drei Jahren in Birmingham erneut den Verein, diesmal zum FC Portsmouth.

## FC Portsmouth
Seine Mannschaft spielte in dieser Saison in der Football League Championship, schaffte jedoch nach einer ganz starken Spielzeit mit 29 Siegen in 46 Spielen und Tabellenplatz 1 den Aufstieg in die Premier League. Nach Platz 13 in der Premier League 2003/04, schloss er mit seiner Mannschaft die Premier League 2004/05 als 16. ab. Nach dieser Spielzeit unterschrieb er den letzten Vertrag seiner Karriere und wechselte zu Leeds United.

## Leeds United
Der mittlerweile 34-jährige Steve Stone kam in seinem ersten Jahr in Leeds aufgrund von Verletzungen nur am Ende der Saison zu wenigen Einsätzen. United erreichte Platz 5, verpasste in den Play-offs jedoch den Aufstieg. In der Saison 2006/07 konnte Stone gegen West Bromwich Albion sein zweites Tor für seine Mannschaft erzielen, entschied sich jedoch nach erneut auftretenden Verletzungen im Dezember 2006 seine Karriere zu beenden.

## Englische Nationalmannschaft
Sein Debüt in der Nationalelf feierte Steve Stone im Oktober 1995 im Freundschaftsspiel gegen Norwegen. Sein erstes Tor gelang ihm in seinem zweiten Länderspiel beim 3:1-Heimsieg gegen die Schweiz. Für die in England stattfindende Fußball-Europameisterschaft 1996 wurde Stone von Trainer Terry Venables in den Kader berufen und kam in den ersten beiden Gruppenspielen gegen die Schweiz und Schottland jeweils zum Einsatz. Im Viertelfinale wurde er in der Verlängerung gegen Spanien eingewechselt und zog nach einem 4:3 nach Elfmeterschießen ins Halbfinale ein. Dort scheiterte seine Mannschaft im Elfmeterschießen an Deutschland, ohne dass er zum Einsatz kam. Nachdem Venables nach der EM zurückgetreten war, wurde Steve Stone von Nachfolger Glenn Hoddle nicht mehr in die Nationalmannschaft berufen.